# Face Yourself
Face Yourself là album phòng thu tiếng Nhật thứ ba của nhóm nhạc nam Hàn Quốc BTS, được phát hành vào ngày 4 tháng 4 năm 2018. Album có tổng cộng 12 bài hát, bao gồm các phiên bản tiếng Nhật của các bài hát được phát hành trước đây trong album phòng thu tiếng Hàn Wings (2016) và mini album Love Yourself: Her (2017), cũng như 3 bài hát tiếng Nhật mới, "Don't Leave Me", "Let Go" và "Crystal Snow". Nó ra mắt ở vị trí số 43 trên Billboard 200 và trở thành album tiếng Nhật có vị trí cao thứ ba trong lịch sử của bảng xếp hạng.

## Bối cảnh và phát hành
"Crystal Snow" được phát hành lần đầu tiên vào ngày 6 tháng 12 năm 2017 như một phần của triple A-side single album với phiên bản tiếng Nhật của bài hát "Mic Drop" và "DNA".
Album được thông báo lần đầu tiên vào ngày 1 tháng 2 năm 2018, cũng như ngày phát hành của album vào ngày 4 tháng 4 và ba limited edition. Bản thu âm tiếng Nhật của bài hát "Go Go" và "Best of Me" từ EP tiếng Hàn 2017 Love Yourself: Her của BTS cũng được tiết lộ trong danh sách bài hát dự kiến. Một danh sách bài hát hoàn chỉnh được ra mắt vào ngày 8 tháng 3. Vào cùng ngày, bài hát "Don't Leave Me" được thông báo như là bài hát nhạc nền mở màn cho bộ phim Nhật Bản Signal, phiên bản làm lại của series phim truyền hình Hàn Quốc cùng tên vào năm 2016. Một phiên bản preview của bài hát được tiết lộ vào ngày 15 tháng 3, gây ra bài hát xếp hạng trên Billboard Japan Hot 100 trước khi phát hành chính thức, xếp vị trí thứ 25.
Sau khi phát hành vào ngày 4 tháng 4, album ra mắt tại vị trí thứ nhất trên bảng xếp hạng Daily CD Album của Oricon nơi bài hát đứng thứ nhất trong sáu ngày liên tiếp, với tổng cộng 284,866 bản được bán ra.

## Phiên bản
Có bốn phiên bản của album có sẵn: Type A, Type B, Type C và phiên bản thường. Tất cả album đều có phần danh sách đĩa nhạc giống nhau, chỉ có Type A và Type B có nội dung có thể xem được trên Blu-ray hoặc DVD.
- Limited Edition Type A (UICV-9277): Edition này đi kèm với một bộ đĩa Blu-ray và một booklet với 32 trang.
- Limited Edition Type B (UICV-9278): Edition này đi kèm với một DVD và một booklet với 32 trang.
- Limited Edition Type C (UICV-9279): Edition này đi kèm với một booklet với 68 trang.
- Regular Edition (UICV-1095): Edition này bao gồm một CD và một booklet với 24 trang.

## Danh sách đĩa nhạc

### Original
| Type A·B·C and Regular CD | Type A·B·C and Regular CD             | Type A·B·C and Regular CD | Type A·B·C and Regular CD | Type A·B·C and Regular CD |
| STT                       | Nhan đề                               | Sáng tác | Producer(s)               | Thời lượng                |
| ------------------------- | ------------------------------------- | --- | ------------------------- | ------------------------- |
| 1.                        | "Intro: Ringwanderung"                | "hitman" bang ADORA J-Hope Pdogg Ray Michael Djan Jr. RM SUGA UTA アシユ トン フオス夕一 アンどりユ一 タガ'一ト,サム クレンプナ一 | UTA                       | 1:26                      |
| 2.                        | "Best of Me" (Japanese ver.)          | "hitman" bang ADORA j-hope Pdogg Ray Michael Djan Jr. RM SUGA アシユ トン フオスタ一,アンどりユー タガ'一卜,サム クレンブナ一     | Andrew Taggart Pdogg      | 3:47                      |
| 3.                        | "Blood Sweat & Tears" (Japanese ver.) | "hitman" bang j-hope Pdogg Kim Do Hoon RM SUGA                                                                                    | Pdogg                     | 3:36                      |
| 4.                        | "DNA" (Japanese ver.)                 | "hitman" bang KASS Pdogg RM SUGA Supreme Boi                                                                                      | Pdogg                     | 3:43                      |
| 5.                        | "Not Today" (Japanese ver.)           | "hitman" bang ADORA JUNE Pdogg RM Supreme Boi                                                                                     | Pdogg                     | 3:53                      |
| 6.                        | "MIC Drop" (Japanese ver.)            | "hitman" bang j-hope Pdogg RM Supreme Boi                                                                                         | Pdogg                     | 3:58                      |
| 7.                        | "Don't Leave Me"                      | "hitman" bang Hiro Pdogg SUNNY BOY UTA                                                                                            | UTA                       | 3:47                      |
| 8.                        | "Go Go" (Japanese ver.)               | "hitman" bang Pdogg Supreme Boi                                                                                                   | Pdogg                     | 3:57                      |
| 9.                        | "Crystal Snow"                        | RM 岡嶋かな多 源田爽馬 | SOMA GENDA                | 5:23                      |
| 10.                       | "Spring Day" (Japanese ver.)          | "hitman" bang ADORA Arlissa Ruppert Pdogg Peter Ibsen RM SUGA                                                                     | Pdogg                     | 4:36                      |
| 11.                       | "Let Go"                              | Hiro JIN Sunny Boy UTA | UTA                       | 4:59                      |
| 12.                       | "Outro: Crack"                        | UTA | UTA                       | 1:14                      |
| Tổng thời lượng:          | Tổng thời lượng:                      | Tổng thời lượng: | Tổng thời lượng:          | 44:19                     |

### Limited Edition Type A·B
| Face Yourself Blu-ray + DVD | Face Yourself Blu-ray + DVD                         | Face Yourself Blu-ray + DVD |
| STT                         | Nhan đề                                             | Thời lượng                  |
| --------------------------- | --------------------------------------------------- | --------------------------- |
| 1.                          | "Blood Sweat & Tears Music Video" (Japanese ver.)   |                             |
| 2.                          | "MIC Drop Music Video" (Japanese ver.)              |                             |
| 3.                          | "MIC Drop Music Video" (Japanese ver.) (dance edit) |                             |
| 4.                          | "Japan Documentary 5 Days"                          |                             |
| 5.                          | "DNA" (Live @ Yokohama Arena Event)                 |                             |
| 6.                          | "MIC Drop" (Live @ Yokohama Arena Event)            |                             |
| 7.                          | "Making of Album Jacket Photos"                     |                             |

## Bảng xếp hạng

### Album
| Chart (2018)                         | Peak position |
| ------------------------------------ | ------------- |
| Australian Albums (ARIA)             | 71            |
| Album Bỉ (Ultratop Vlaanderen)       | 94            |
| Album Ireland (IRMA)                 | 72            |
| Nhật Bản Daily Albums (Oricon)       | 1             |
| New Zealand Heatseeker Albums (RMNZ) | 7             |
| Album Anh Quốc (OCC)                 | 78            |
| Album Hoa Kỳ Billboard 200           | 43            |
| Album Hoa Kỳ World (Billboard)       | 1             |

### Single

#### "Don't Leave Me"
| Bảng xếp hạng (2018)     | Vị trí xếp hạng cao nhất |
| ------------------------ | ------------------------ |
| Nhật Bản (Japan Hot 100) | 25                       |

## Lịch sử phát hành
| Khu vực  | Ngày               | Định dạng                       | Hãng                                   | Nguồn  |
| -------- | ------------------ | ------------------------------- | -------------------------------------- | ------ |
| Nhật Bản | 4 tháng 4 năm 2018 | CD, digital download, streaming | Big Hit Universal Japan Virgin Def Jam | [ 20 ] |
| Toàn cầu | 4 tháng 4 năm 2018 | Digital download, streaming     | Big Hit Universal Japan Virgin Def Jam | [ 20 ] |